# Elezioni europee del 2004 in Svezia
Le elezioni europee del 2004 in Svezia si sono tenute il 13 giugno.

## Risultati
| Liste  | Liste                                              | Gruppo    | Voti      | %     | Seggi |
| ------ | -------------------------------------------------- | --------- | --------- | ----- | ----- |
|        | Partito Socialdemocratico dei Lavoratori di Svezia | PSE       | 616.963   | 24,56 | 5     |
|        | Partito Moderato                                   | PPE-DE    | 458.398   | 18,25 | 4     |
|        | Lista di Giugno                                    | IND/DEM   | 363.472   | 14,47 | 3     |
|        | Partito della Sinistra                             | GUE/NGL   | 321.344   | 12,79 | 2     |
|        | Partito Popolare Liberale                          | ALDE      | 247.750   | 9,86  | 2     |
|        | Partito di Centro                                  | ALDE      | 157.258   | 6,26  | 1     |
|        | Partito Ambientalista i Verdi                      | Verdi/ALE | 149.603   | 5,96  | 1     |
|        | Democratici Cristiani                              | PPE-DE    | 142.704   | 5,68  | 1     |
|        | Democratici Svedesi                                | -         | 28.303    | 1,13  | -     |
|        | Avversari dell'UE                                  | -         | 15.505    | 0,62  | -     |
|        | Nazional Democratici                               | -         | 7.209     | 0,29  | -     |
|        | Altri <0,10%                                       | -         | 3.560     | 0,14  | -     |
| Totale | Totale                                             | Totale    | 2.512.069 | 100   | 19    |